# Anna Rosmus-Wenninger
Anna Elisabeth Rosmus (hoy  Anna Rosmus-Wenninger, nacida en Passau, 1960) es una escritora alemana afincada en Estados Unidos.
Desde pequeña se interesó por la historia de su país y al investigar el Tercer Reich, sobre todo en su ciudad natal.
Sus historias inspiraron la película de 1990 Das schreckliche Mädchen.

## Obra
- Widerstand und Verfolgung am Beispiel Passaus 1933-1939, Andreas-Haller-Verlag, 1983
- Exodus - im Schatten der Gnade über das Schicksal der Passauer Juden, 1988
- Pocking. Ende und Anfang: Konstanz 1995. ISBN 3-926937-15-7
- Wintergrün. Verdrängte Morde über Morde an russischen Kriegsgefangenen in Passau unter dem Nationalsozialismus, 2000
- GI, Go home!,
- Was ich denke, 2000
- Out of Passau. Von einer, die auszog, die Heimat zu finden, 2002